# Вторая Венгерская Республика
Вторая Венгерская Республика (венг. Magyar Köztársaság) — парламентская республика, существовавшая в 1946—1949 годах. Пришла на место Венгерского государства, сателлита нацистской Германии, образованного в 1944 году после отстранения регента Миклоша Хорти от власти. Была сменена Венгерской Народной Республикой.

## История
2 декабря 1944 года на части территории Венгрии занятой РККА часть венгерской оппозиции не признавшая режим скрещённых стрел объединилась в Венгерский национальный фронт независимости (Magyar Nemzeti Függetlenségi Front, MNFF, ВНФН) в который вошли Венгерская коммунистическая партия, Социал-демократическая партия Венгрии, Партия мелких сельских хозяев, Национально-крестьянская партия и Гражданско-демократическая партия, 21 декабря оппозиция сформировала параллельный парламент — Временное Национальное Собрание (Ideiglenes Nemzetgyűlés), 22 декабря его исполнительный орган — Временное Национальное Правительство (Ideiglenes Nemzeti Kormány), а также заменила на территории ею контролируемой просалашистские региональные и муниципальные советы своими органами — национальными комитетами (nemzeti bizottság). 20 января 1945 года Временное Национальное Правительство официально заключило перемирие с Антигитлеровской коалицией, для контроля за соблюдением перемирия страны входящие в коалицию образовали Союзную контрольную комиссию. По соглашению о перемирии венгерское правительство в переходный период должно было работать под наблюдением Союзной контрольной комиссии.
13 февраля 1945 года РККА взяла Будапешт, салашисты потеряли власть над большей частью страны, а 28 марта 1945 года под контролем РККА и ВНФН оказалась вся Венгрия, Салаши бежал в Австрию.
Окончательную судьбу монархии и регентства должно было решить Национальное Собрание. 4 ноября 1945 года прошли выборы в Национальное Собрание, первое место на которых (57 %) получила консервативная Независимая партия мелких сельских хозяев (НПМСХ), второе место получила Социал-демократическая партия Венгрии (17,5 %), третье место — Коммунистическая партия Венгрии (17 %), на четвёртом месте оказалась левая аграрная Национально-крестьянская партия (7 %), на пятом месте — либеральная Гражданская демократическая партия (2 %), на шестом-либеральная Венгерская радикальная партия (1 %), премьер-министром стал Председатель НПМСХ Ференц Надь. 1 февраля 1946 года Национальное Собрание приняло закон «О государственной форме», который играл роль конституции, этот закон упразднял монархию и преобразовал Королевство Венгрия в Венгерскую Республику, 2 февраля Президентом был избран Золтан Тилди.
После подписания Парижского мирного договора Венгрия потеряла все приобретения с 1939 по 1941 годы.
Для прихода к власти коммунисты использовали тактику, названную М. Ракоши тактикой нарезания салями. Под давлением советской администрации один за другим были устранены оппоненты коммунистов, а лояльные, готовые к сотрудничеству политические силы были объединены в «народный фронт» под руководством коммунистов. Новый избирательный закон лишил права голоса на основании политической неблагонадёжности полмиллиона граждан (8,5 % электората). На первых обычных парламентских выборах 31 августа 1947 года первое место заняла Коммунистическая партия Венгрии, набравшая 22,25 % голосов, правительство было сформировано созданным в марте 1946 года Левым блоком (Baloldali Blokk), в который входили КПВ, СДПВ и НКП. В октябре Партия венгерской независимости, набравшая 13,4 % голосов, была обвинена в мошенничестве на выборах, лишена депутатских мандатов и в ноябре запрещена. После объединения с Социал-демократической партией Венгрии на платформе ленинизма в Венгерскую партию трудящихся коммунисты смогли контролировать большинство мест в парламенте.
18 августа 1949 года Государственное Собрание приняло конституцию, установившую в Венгрии однопартийную систему и провозгласившую Венгерскую Народную Республику.

## Административное деление
Территория Венгерской Республики делилась на комитаты (vármegye) и города на правах регионов (törvényhatósági jogú város), комитаты на города (varosi) и общины (községi), города на правах регионов делились на районы (kerületi).
Представительные органы местного самоуправления комитатов — комитатские веча (közgyűlés), избирались населением по партийным спискам, исполнительные органы местного самоуправления — губернаторы (alispán), избирались комитатскими вечами, центральная власть была представлена представителями правительства (főispán), которые назначались президентом по предложению министра внутренних дел.
Представительные органы местного самоуправления городов — городские представительства, избирались населением по партийным спискам, исполнительные органы местного самоуправления городов — мэры (polgármester), избирались городскими представительствами.
Представительные органы местного самоуправления общин — общинные представительства, избирались населением по партийным спискам, исполнительные органы местного самоуправления общин — мэры, избирались общинными представительствами.
Представительные органы местного самоуправления районов — районные представительства, избирались населением по партийным спискам, исполнительные органы местного самоуправления районов — мэры, избирались районными представительствами.

## Государственное устройство
Роль конституции играл «Закон I» (I. törvény), принятый Национальным собранием 31 января 1946 года. Законодательный орган — Государственное собрание (Országgyűlés), избиралось народом по пропорциональной системе по многомандатным избирательным округам сроком на 2 года, глава государства — Президент (Elnök), избирался Государственным собранием, сроком на 2 года, исполнительный орган — Правительство (Kormánya), состоящее из Премьер-Министра (Miniszterelnök), министров и государственных секретарей, назначалось Президентом и несло ответственность перед Государственным собранием.

### Политические партии

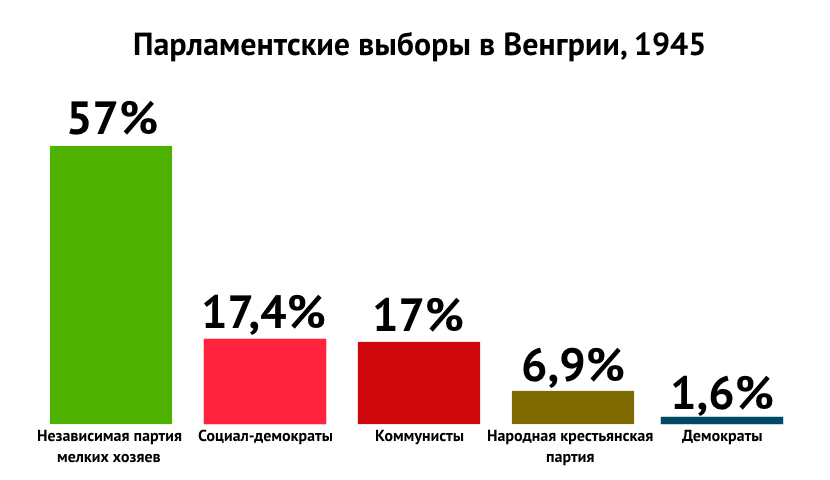
Результаты выборов 1945 года

На прошедших 4 ноября 1945 года году выборах в Национальное собрание большинство (57 % голосов) получила Независимая партия мелких хозяев (НПМХ). Коалиция коммунистов и социал-демократов получила лишь 34 % голосов. Однако контрольная комиссия Союзников, которая возглавлялась советским маршалом Ворошиловым, отдала победившему большинству только половину мест в коалиционном правительстве, а ключевые посты оставались в руках коммунистов.

#### Левые
- Коммунистическая партия Венгрии (Magyar Kommunista Párt) — коммунистическая

#### Левоцентристские
- Социал-демократическая партия Венгрии (Magyarországi Szociáldemokrata Párt) — социалистическая
- Национально-крестьянская партия (Nemzeti Parasztpárt) — левая аграрная
- Венгерская радикальная партия (Magyar Radikális Párt) — леволиберальная

#### Центристские
- Гражданская демократическая партия (Polgári Demokrata Párt) — национал-либеральная
- Демократическая народная партия (Demokrata Néppárt) — христианско-социалистическая

#### Правоцентристские
- Независимая партия мелких хозяев, аграрных рабочих и граждан (Független Kisgazda-, Földmunkás- és Polgári Párt) — консервативная.
- Венгерская партия независимости (Magyar Függetlenségi Párt) — консервативная националистическая.

### Профсоюзы
Крупнейший профцентр — Совет профсоюзов (Szakszervezeti Tanács), с 1948 года — Национальный совет профсоюзов (Szakszervezetek Országos Tanácsa).

## Правовая система
Высшая судебная инстанция — Венгерская Королевская Курия (Magyar Királyi Kúria), суды апелляционной инстанции — судебные скамьи (Ítélőtábla), суды первой инстанции — трибуналы (Törvényszék), низшее звено судебной системы — местные суды (helyi bíróság), судьи всех судов назначались президентом, граждане участвующие в рассмотрении судебных дел — заседатели (Ülnök).

## Силовые структуры
- Венгерский гонвед (Magyar Honvédség) («национальная армия», «национальная оборона») — вооружённые силы
- Департамент государственной безопасности (Államvédelmi Osztály, AVO) — орган государственной безопасности
- Полиция (Rendőrsége) — органы внутренних дел

## Экономика
Денежная единица — форинт был представлен:
- Бронзовыми монетами номиналом в 2 филера, медно-алюминиевыми монетами в 10 и 20 филеров, алюминиевыми монетами номиналом в 1 и 2 форинта[2] чеканились Венгерским монетным двором (Magyar Pénzverő)
- Банкноты номиналом в 10, 20 и 100 форинтов[3] эмитировались Венгерским национальным банком (Magyar Nemzeti Bank)

Оператор почтовой и телефонной связи — Венгерская Почта (Magyar Posta). Провайдер железнодорожных перевозок — Венгерские королевские железные дороги (Magyar Királyi Államvasutak).

## Печать и радиовещание
Акционерное общество «Венгерские центральные новости» (Magyar Központi Híradó Rt.) вело радиовещание по радиостанциям:
- «Будапешт I» (Budapest I) (передавало 1-ю программу);
- «Будапешт II» (Budapest II) (передавало 2-ю программу).

## Образование и наука
Ведущее научное учреждение — Венгерская академия наук (Magyar Tudományos Akadémia).
Университеты:
- Будапештский университет
- Дебреценский университет
- Сегедский университет

## Государственная символика

### Государственный герб
Государственный герб Второй Венгерской Республики отличается от современного герба Венгрии только отсутствием короны и формой щита (польский щит).

### Государственный флаг
Государственный флаг Второй Венгерской Республики отличается от современного флага Венгрии только наличием изображения герба Венгрии в его действующей тогда версии.

### Государственный гимн
Полностью соответствует современной версии гимна.

### Государственные награды
- Орден венгерской свободы (Magyar Szabadsag Erdemrend)
- Орден заслуг Венгерской Республики (Magyar Érdemrend)

## Руководители

### Президенты
- Золтан Тилди, НПМСГ (1945—1947)
- Арпад Сакашич, СДПВ (1947—1949)

### Премьер-министры
- Ференц Надь, НПМСГ (1945—1947)
- Лайош Диньеш, НПМСГ (1947—1948)
- Иштван Доби, ВПТ (1948—1949)